# ترايفورس
الترايفورس (بالإنجليزية: Triforce‎؛ باليابانية: トライフォース‎، ‏تورايفوسو) هي رمز قوي ومقدّس عبارة قطعة أثرية خيالية وَأيقونة لعبة ذا ليجند أوف زيلدا من نينتندو تعتبر من الآثار الدينية للإلهات الذهبية.
وهي تشكل ثلاثة مثلثات تعرف باسم ترايفورس وهي:الحكمة، الشجاعة، الطاقة.
وكل من يحمل وحدة من هذه الثلاثة يمتلك قوتها.